# Challenger de Savannah 2015
El torneo Savannah Challenger 2015 es un torneo profesional de tenis. Pertenece al ATP Challenger Series 2015. Se disputará su 7.ª edición sobre superficie Tierra batida (verde), en Savannah, Estados Unidos entre el 20 de abril y el 26 de abril de 2015.

## Jugadores participantes del cuadro de individuales
| Favorito | País                      | Jugador            | Rank1 | Posición en el torneo |
| -------- | ------------------------- | ------------------ | ----- | --------------------- |
| 1        | Bandera de Estados Unidos | Tim Smyczek        | 69    | Cuartos de final      |
| 2        | Bandera de Bélgica        | Ruben Bemelmans    | 99    | Primera ronda         |
| 3        | Bandera de Argentina      | Facundo Bagnis     | 102   | Primera ronda         |
| 4        | Bandera de Corea del Sur  | Hyeon Chung        | 112   | CAMPEÓN               |
| 5        | Bandera de Portugal       | Gastao Elias       | 125   | Cuartos de final      |
| 6        | Bandera de Canadá         | Frank Dancevic     | 129   | Segunda ronda         |
| 7        | Bandera de Argentina      | Horacio Zeballos   | 141   | Primera ronda         |
| 8        | Bandera de Japón          | Yoshihito Nishioka | 154   | Segunda ronda         |

- 1 Se ha tomado en cuenta el ranking del 13 de abril de 2015.

### Otros participantes
Los siguientes jugadores recibieron una invitación (wild card), por lo tanto ingresan directamente al cuadro principal (WC):
- Frances Tiafoe
- Rhyne Williams
- Ernesto Escobedo
- Stefan Kozlov

Los siguientes jugadores ingresan al cuadro principal tras disputar el cuadro clasificatorio (Q):
- Tommy Paul
- Guillermo Durán
- Julio Peralta
- Sanam Singh

## Campeones

### Individual Masculino
- Chung Hyeon derrotó en la final a  James McGee, 6–3, 6–2

### Dobles Masculino
- Guillermo Durán /  Horacio Zeballos derrotaron en la final a  Dennis Novikov  /  Julio Peralta , 6-4, 6-3